# Antoinella
Antoinella is een geslacht van kevers uit de familie van de loopkevers (Carabidae). De wetenschappelijke naam van het geslacht is voor het eerst geldig gepubliceerd in 1937 door Jeannel.

## Soorten
Het geslacht Antoinella omvat de volgende soorten:
- Antoinella aurouxi Mateu & Comas, 2006
- Antoinella djebalica Comas & Mateu, 2008
- Antoinella espanyoli Mateu & Escola, 2006
- Antoinella fadriquei Mateu & Escola, 2006
- Antoinella gigoni Casale, 1982
- Antoinella groubei (Antoine, 1935)
- Antoinella iblanensis Mateu & Escola, 2006
- Antoinella salibai Antoine, 1953
- Antoinella sendrai Comas & Mateu, 2008